# Volcà del Traiter
El Volcà del Traiter és un volcà situat al municipi de les Planes d'Hostoles, a la comarca catalana de la Garrotxa.